# Meggyeskovácsi, Vas
Meggyeskovácsi  este un sat în districtul Sárvár, județul Vas, Ungaria, având o populație de 707 locuitori (2011). 

## Demografie
Componența etnică a satului Meggyeskovácsi
     Maghiari (96,18%)
     Romi (2,43%)
     Germani (1,39%)
Componența confesională a satului Meggyeskovácsi
     Romano-catolici (56,44%)
     Fără religie (3,82%)
     Reformați (1,41%)
     Luterani (1,13%)
     Necunoscută (36,35%)
     Atei (0,85%)
     Alte religii (0,42%)
Conform recensământului din 2011, satul Meggyeskovácsi avea 707 locuitori. Din punct de vedere etnic, majoritatea locuitorilor (96,18%) erau maghiari, existând și minorități de romi (2,43%) și germani (1,39%).  Din punct de vedere confesional, majoritatea locuitorilor (56,44%) erau romano-catolici, existând și minorități de persoane fără religie (3,82%), reformați (1,41%) și luterani (1,13%). Pentru 36,35% din locuitori nu este cunoscută apartenența confesională.